# تیا (همسر ستی دوم)
تیا (انگلیسی: Tiaa) احتمالاً سومین همسر فرعون ستی دوم پس از تاخعت و تاوسرت بود. قطعاتی از تجهیزات دفن او در مقبره سیپتاح (KV47) پیدا شد که این تصور را ایجاد کرد که او ممکن است در پایان دودمان نوزدهم مصر زندگی می‌کرده باشد. با این حال، مقبره پادشاه به دفن ملکه تیا از دودمان هجدهم مصر مربوط است. وسایل تدفین تیا در وسایل دفن سیپتا مخلوط شد. تحقیقات اخیر نشان داد که تمام آثار باستانی یک ملکه تی‌عا متعلق به دودمان هجدهم مصر است. برخی تصور می‌کنند که او سوری (حرو) بوده است. زمانی تصور می‌شد که او مادر رامسس-سیپتاح (سیپتاح منرپتاح)، فرعون بعدی مصر پس از مرگ سلفش ستی دوم است. با این حال، مادر سیپتاح در حال حاضر به عنوان یک زن کنعانی به نام سوترای او شوترایا از یک نقش برجسته تازه کشف شده در موزه لوور شناخته شده است.